# Ida Corr
Ida Corr, född 14 mars 1977 i Århus, är en dansk sångerska, låtskrivare och musikproducent.

## Biografi
Vid 14 års ålder vann Corr den första danska barnmeloditävlingen (Børne Melodi Grand Prix "MGP"). Som ung vuxen började hon som bakgrundssångare på turnéer och i studion för danska artister som Gnags, Sanne Salomonsen, Thomas Helmig och Rasmus Nøhr.
År 2002 blev Corr känd för den danska allmänheten som medlem i den kortlivade tjejgruppen Sha Li Mar, bestående av Christina Undhjem, Engelina och Corr själv. Gruppen spelade regelbundet i TV-programmet Venner for livet. De släppte ett självbetitlat album samma år. 2004 samarbetade Corr med producenten Morten Trust om "I Put My Faith in You", en måttligt populär danshit.
Corr blev berömd i sitt hemland 2005 när hon släppte sitt debutalbum Streetdiva och 2006 med sitt uppföljningsalbum Robosoul. Efter att ha skapat en speciell sång med den nederländske DJ Fedde le Grand som en del av Live Earth-uppsättningen av internationella konserter, ökade hennes popularitet utanför hemlandet. Låten "Mirror 07-07-07" spelades exakt sju minuter efter den sjunde timmen på den sjunde dagen i den sjunde månaden 2007.
2007 blev Corr känd i Nederländerna på grund av sitt andra samarbete med Fedde le Grand, och sin senaste egenskrivna singel, remixad av Fedde le Grand, "Let Me Think About It", och sedan blev hon snabbt i en större del av Europa. Det är den mest bästsäljande singeln utanför Danmark från en dansk sångare sedan de danska banden Aqua och Infernal.
2008 släppte Corr samlingsalbumet One in Scandinavia. Singeln "Let Me Think About It" fortsatte sin framgång och nådde nummer 1 på Billboard Hot Dance Airplay. Även om singeln bara nådde topp 14 på de tyska singellistorna stannade den i 40 veckor där 2008, vilket resulterade i att hon låg längst på den tyska topp 100 under 2008. Den släpptes i USA den 26 augusti 2008 som den första utgåvan med den nybildade etiketten Ministry of Sound America. Ett släpp i Ryssland och Tyskland kom snart därefter.
Corr var också medlem i bandet SugaRush Beat Company som uppträdde på Later... with Jools Holland 2008, med ett debutalbum som släpptes i september det året. Andra medlemmar i den Londonbaserade gruppen var dem Australienfödde producenten/multiinstrumentalisten/låtskrivaren Jarrad 'Jaz' Rogers och soulsångskrivaren Rahsaan Patterson från USA.
I januari 2009 fick Corr ett pris som den bästsäljande danska musikartisten i Europa vid European Border Breakers Awards i Groningen. I april 2009 släppte Corr en musikvideo till "Ride My Tempo" samtidigt med en enda release i Tyskland. En månad senare kom en ny singel för Skandinavien. Den hette "Time" och hade premiär dansk radio och var hämtad från hennes fjärde album, Under The Sun. Den ledande singeln från albumet blev "I Want You". En musikvideo gjordes dock bara för "Jason Gault Mix". I december släpptes titelsången "Under The Sun", som singel med den jamaicanska Shaggy som gästsångare. 
Den 16 december 2009 deltog Corr på en av Climate Change-konserterna i Köpenhamn. Vid sidan av Simon Mathew framförde hon deras duett "Illusion", som skrevs för World Wide Fund for Nature Climate-kampanjen.
I januari 2011 samarbetade Corr med Kato, Camille Jones och Johnson om den danskspråkiga danssingeln "Sjus". Låten debuterade som nummer 1 på den danska singellistan. Corr fascinerades av upplevelsen av att sjunga på sitt modersmål, så hon bestämde sig för att släppa en ny dansk singel. Resultatet var hennes första danskspråkiga solosingel, "Musen Efter Katten". Samtidigt släppte Corr den världsomspännande engelskspråkiga singeln "What Goes Around Comes Around", med en medföljande musikvideo.
Våren 2012 publicerades ett nytt samarbete mellan den brittiska DJ-duon Bimbo Jones och Corr över hela världen. "See You Later" var ursprungligen en instrumentallåt som heter "Frågor". En annan singel som heter "Naughty Girl" släpptes, både i en dansk och en engelsk version. Den 20 augusti 2012 tillkännagavs att Corr skulle ersätta Pernille Rosendahl som domare för den sjätte säsongen av den danska versionen av X Factor tillsammans med Thomas Blachman och ny domare Anne Linnet. I november 2012 släpptes "Tonight I'm Your DJ", med Fatman Scoop, som en världssingel, en engelsk version av "Musen Efter Katten". Singeln togs av samlingsalbumet Singled Out.  Av okända skäl återvände Corr inte för den sjunde säsongen, och ersattes av Lina Rafn.

## Priser och nomineringar
|      | Pris                             | Delpris                              | Titel                                      | Resultat  |
| ---- | -------------------------------- | ------------------------------------ | ------------------------------------------ | --------- |
| 2006 | Danish Music Awards              | Best Danish Urban Release            | Street Diva                                | Nominerad |
| 2008 | Danish Deejay Awards             | Danish Artist of the Year            | Ida Corr                                   | Nominerad |
| 2008 | Danish Deejay Awards             | Danish Deejay-Favourite              | "Let Me Think About It”                    | Vann      |
| 2008 | Danish Deejay Awards             | Dancechart.dk Award                  | "Let Me Think About It”                    | Vann      |
| 2008 | P3 Guld Awards                   | Listener's Favourite Hit             | "Let Me Think About It”                    | Nominerad |
| 2008 | Zulu Awards                      | Best Danish Hit                      | "Let Me Think About It”                    | Nominerad |
| 2008 | Zulu Awards                      | Best Danish Female singer            | Ida Corr                                   | Nominerad |
| 2008 | International Dance Music Awards | Best Breaks/Electro Track            | "Let Me Think About It”                    | Nominerad |
| 2009 | European Border Breakers Awards  | Best Selling Danish Artist in Europe | Ida Corr                                   | Vann      |
| 2009 | African Achievement Awards       | Best African Artist                  | Ida Corr                                   | Vann      |
| 2012 | Danish Deejay Awards             | The Voice Clubbing-Award             | "Sjus" (med Kato, Camille Jones & Johnson) | Vann      |
| 2012 | Danish Deejay Awards             | DK-Award                             | "Sjus" (med Kato, Camille Jones & Johnson) | Vann      |
| 2012 | Danish Deejay Awards             | Dancechart.dk Award                  | "Sjus" (med Kato, Camille Jones & Johnson) | Vann      |
| 2012 | Danish Deejay Awards             | Danish Deejay-Favourite              | "Sjus" (med Kato, Camille Jones & Johnson) | Nominerad |
| 2014 | Scandipop Awards                 | Best Female Album                    | Corr Values                                | Nominerad |